# Karschia tienschanica
Karschia tienschanica är en spindeldjursart som beskrevs av Roewer 1933. Karschia tienschanica ingår i släktet Karschia och familjen Karschiidae. Inga underarter finns listade i Catalogue of Life.